# A Return to the Isle of Men
A Return to the Isle of Men – drugi album norweskiego zespołu metalowego In the Woods..., wydany w 1996 roku. 
Album jest reedycją dema nagranego w 1994, zawiera dwa dodatkowe utwory. Przed nagraniem tego albumu do zespołu dołączył gitarzysta Bjørn Harstad oraz sopranistka Synne Larsen. Muzykę zawartą na tym albumie można określić jako black metal. Dodatkowe utwory zapowiadają zmianę kierunku rozwoju zespołu.

## Lista utworów
1. "The Wings of My Dreamland" - 4:15
2. "Tell De Døde" - 10:47
3. "In the Woods..." - 5:37
4. "Creations of an Ancient Shape" - 7:48
5. "Wotan's Return" - 11:17
6. "Heart of the Ages" (dodatkowy utwór) - 6:39
7. "...And All This... (Child of Universal Tongue)" (dodatkowy utwór) - 5:00

## Twórcy
- Christian Botteri - gitara basowa, śpiew
- Christopher Botteri - gitara
- Bjørn Hårstad - gitara
- Anders Kobro - perkusja
- Oddvar Moi - gitara
- Jan Kennet Transeth - śpiew
- Synne Larsen - śpiew (sopran)